# هارون جونسون
هارون جونسون (بالإنجليزية: Aaron Johnson)‏ هو منتج أسطوانات وموسيقي وملحن أمريكي، ولد في 8 فبراير 1977 في ماريلند في الولايات المتحدة.

## وصلات خارجية
- هارون جونسون على موقع ميوزك برينز (الإنجليزية)
- هارون جونسون على موقع أول ميوزيك (الإنجليزية)

- الموقع الرسمي